# Prisăcani (okręg Jassy)
Prisăcani – wieś w Rumunii, w okręgu Jassy, w gminie Prisăcani. W 2011 roku liczyła 1623 mieszkańców.